# Campionati europei di corsa campestre 2022
Il XXVIII Campionato europeo di corsa campestre si è disputato a Venaria Reale, al Parco naturale La Mandria in Piemonte, Italia l'11 dicembre 2022.

## Risultati

### Individuale (uomini seniores)
| Pos.    | Atleta               | Nazione       | Tempo (m's") |
| ------- | -------------------- | ------------- | ------------ |
| Oro     | Jakob Ingebrigtsen   | Norvegia      | 29'33"       |
| Argento | Emile Cairess        | Gran Bretagna | 29'42"       |
| Bronzo  | Isaac Kimeli         | Belgio        | 29'45"       |
| 4       | Yemaneberhan Crippa  | Italia        | 29'47"       |
| 5       | Filimon Abraham      | Germania      | 29'49"       |
| 6       | Bastien Augusto      | Francia       | 29'52"       |
| 7       | Yann Schrub          | Francia       | 29'52"       |
| 8       | Yohanes Chiappinelli | Italia        | 30'03"       |
| 9       | Mohamed Katir        | Spagna        | 30'09"       |
| 10      | Abdessamad Oukhelfen | Spagna        | 30'08"       |

### Squadre (uomini seniores)
| Pos.    | Atleta | Punti |
| ------- | --- | ----- |
| Oro     | Francia Bastien Augusto, Yann Schrub, Morhad Amdouni, (Valentin Gondouin, Youssef Mekdafou, Donovan Christien) | 24 p. |
| Argento | Italia Yemaneberhan Crippa, Yohanes Chiappinelli, Osama Zoghlami, (Nekagenet Crippa, Pasquale Selvarolo)       | 25 p. |
| Bronzo  | Spagna Mohamed Katir, Abdessamad Oukhelfen, Carlos Mayo, (Roberto Alaiz, Nassim Hassaous, Sergio Paniagua)     | 36 p. |

### Individuale (donne seniores)
| Pos.    | Atleta                    | Nazione       | Tempo (m's") |
| ------- | ------------------------- | ------------- | ------------ |
| Oro     | Karoline Bjerkeli Grøvdal | Norvegia      | 26'25"       |
| Argento | Konstanze Klosterhalfen   | Germania      | 26'29"       |
| Oro     | Alina Reh                 | Germania      | 27'19"       |
| 4       | Hanna Klein               | Germania      | 27'19"       |
| 5       | Selamawit Teferi          | Israele       | 27'20"       |
| 6       | Miriam Dattke             | Germania      | 27'22"       |
| 7       | Samrawit Mengsteab        | Svezia        | 27'27"       |
| 8       | Jessica Warner-Judd       | Gran Bretagna | 27'27"       |
| 9       | Abbie Donnelly            | Gran Bretagna | 27'28"       |
| 10      | Veerle Bakker             | Paesi Bassi   | 27'34"       |

### Squadre (donne seniores)
| Pos.    | Atleta | Punti |
| ------- | --- | ----- |
| Oro     | Germania Konstanze Klosterhalfen, Alina Reh, Hanna Klein, (Miriam Dattke, Caterina Granz)                        | 9 p.  |
| Argento | Gran Bretagna Jessica Warner-Judd, Abbie Donnelly, Poppy Tank, (Jessica Gibbon, Cari Hughes, Amy-Eloise Markovc) | 30 p. |
| Bronzo  | Irlanda Eilish Flanagan, Roisin Flanagan, Mary Mulhare, (Ann-Marie McGlynn, Aoibhe Richardson, Michelle Finn)    | 50 p. |

### Staffetta mista (seniores)
| Pos.    | Atleta                                                                                | Tempo (m's") |
| ------- | ------------------------------------------------------------------------------------- | ------------ |
| Oro     | Italia Pietro Arese, Federica Del Buono, Yassin Bouih, Gaia Sabbatini                 | 17'23"       |
| Argento | Spagna Jesús Gómez, Solange Pereira, Adrián Ben, Rosalía Tarraga                      | 17'24"       |
| Bronzo  | Francia Romain Mornet, Charlotte Mouchet, Azeddine Habz, Anaïs Bourgoin               | 17'31"       |
| 4       | Germania Marc Tortell, Elena Burkard, Jens Mergenthaler, Nele Weßel                   | 17'32"       |
| 5       | Gran Bretagna James Heneghan, Revée Walcott-Nolan, Callum Elson, Khahisa Mhlanga      | 17'35"       |
| 6       | Ungheria Gergő Kiss, Zita Urbán, István Szögi, Kinga Ohn                              | 17'44"       |
| 7       | Belgio Ruben Verheyden, Mariska Parewyck, Stijn Baeten, Vanessa Scaunet               | 17'47"       |
| 8       | Danimarca Kristian Uldbjerg Hansen, Stina Troest, Andreas Lindgreen, Annemarie Nissen | 17'47"       |
| 9       | Irlanda Andrew Coscoran, Georgie Hartigan, Luke McCann, Nadia Power                   | 17'56"       |
| 10      | Portogallo Isaac Nader, Patricia Silva, Nuno Pereira, Salomé Afonso                   | 17'56"       |

### Individuale (uomini under 23)
| Pos.    | Atleta           | Nazione       | Tempo (m's") |
| ------- | ---------------- | ------------- | ------------ |
| Oro     | Charles Hicks    | Gran Bretagna | 23'40"       |
| Argento | Zakariya Mahamed | Gran Bretagna | 23'48"       |
| Bronzo  | Valentin Bresc   | Francia       | 23'58"       |
| 4       | Etienne Daguinos | Francia       | 24'04"       |
| 5       | Efrem Gidey      | Irlanda       | 24'05"       |
| 6       | Adisu Guadia     | Israele       | 24'06"       |
| 7       | Antoine Senard   | Francia       | 24'10"       |
| 8       | Matthew Stonier  | Gran Bretagna | 24'11"       |
| 9       | Keelan Kilrehill | Irlanda       | 24'13"       |
| 10      | Magnus Tuv Myhre | Norvegia      | 24'14"       |

### Squadre (uomini under 23)
| Pos.    | Atleta | Punti |
| ------- | --- | ----- |
| Oro     | Gran Bretagna Charles Hicks, Zakariya Mahamed, Matthew Stonier, (Rory Leonard, Joseph Wigfield, Tomer Tarragano) | 11 p. |
| Argento | Francia Valentin Bresc, Etienne Daguinos, Antoine Senard, (Luc Le Baron, Pierre Bordeau, Téo Rubens Banini)      | 14 p. |
| Bronzo  | Irlanda Efrem Gidey, Keelan Kilrehill, Shay McEvoy, (Darragh McElhinney, Jamie Battle, Thomas McStay)            | 29 p. |

### Individuale (donne under 23)
| Pos.    | Atleta             | Nazione       | Tempo (m's") |
| ------- | ------------------ | ------------- | ------------ |
| Oro     | Nadia Battocletti  | Italia        | 19'55"       |
| Argento | Megan Keith        | Gran Bretagna | 20'08"       |
| Bronzo  | Alexandra Millard  | Gran Bretagna | 20'27"       |
| 4       | Amina Maatoug      | Paesi Bassi   | 20'33"       |
| 5       | Grace Carson       | Gran Bretagna | 20'35"       |
| 6       | Manon Trapp        | Francia       | 20'42"       |
| 7       | Carmen Riaño       | Spagna        | 20'43"       |
| 8       | Nathalie Blomqvist | Finlandia     | 20'53"       |
| 9       | Mariana Machado    | Portogallo    | 20'53"       |
| 10      | Andrea Romero      | Spagna        | 20'58"       |

### Squadre (donne under 23)
| Pos.    | Atleta | Punti |
| ------- | --- | ----- |
| Oro     | Gran Bretagna Megan Keith, Alexandra Millard, Grace Carson, (Eloise Walker, Alice Goodall, Yasmin Marghini)      | 10 p. |
| Argento | Italia Nadia Battocletti, Aurora Bado, Giovanna Selva, (Anna Arnaudo, Sara Nestola, Ludovica Cavalli)            | 31 p. |
| Bronzo  | Francia Manon Trapp, Floriane Quesada, Flavie Renouard, (Eugénie Lorain, Anaëlle Guillonnet, Léatitia Croissant) | 38 p. |

### Individuale (uomini under 20)
| Pos.    | Atleta                      | Nazione       | Tempo (m's") |
| ------- | --------------------------- | ------------- | ------------ |
| Oro     | Will Barnicoat              | Gran Bretagna | 17'40"       |
| Argento | Nicholas Griggs             | Irlanda       | 17'41"       |
| Bronzo  | Dean Casey                  | Irlanda       | 17'46"       |
| 4       | Sam Mills                   | Gran Bretagna | 17'54"       |
| 5       | Luke Birdseye               | Gran Bretagna | 17'56"       |
| 6       | Jaime Migallon              | Spagna        | 18'06"       |
| 7       | Esten Hansen-Møllerud Hauen | Norvegia      | 18'07"       |
| 8       | Mario Monreal               | Spagna        | 18'09"       |
| 9       | Edward Bird                 | Gran Bretagna | 18'09"       |
| 10      | Ismail Taşyürek             | Turchia       | 18'10"       |

### Squadre (uomini under 20)
| Pos.    | Atleta                                                                                                  | Punti |
| ------- | --- | ----- |
| Oro     | Gran Bretagna Will Barnicoat, Sam Mills, Luke Birdseye, (Edward Bird, Johnny Livingstone, Jacob Deacon) | 10    |
| Argento | Irlanda Nicholas Griggs, Dean Casey, Sean Mc Ginley, (Callum Morgan, Jonas Stafford, Mark Hanrahan)     | 17    |
| Bronzo  | Spagna Jamie Migallon, Mario Monreal, David Cantero, (Aleix Vives, Eric Loré, Ronaldo Olivo)            | 30    |

### Individuale (donne under 20)
| Pos.    | Atleta           | Nazione       | Tempo (m's") |
| ------- | ---------------- | ------------- | ------------ |
| Oro     | Marta Forero     | Spagna        | 13'04"       |
| Argento | Ingeborg Østgård | Norvegia      | 13'07"       |
| Bronzo  | Ilona Mononen    | Finlandia     | 13'08"       |
| 4       | Innes Fitzgerald | Gran Bretagna | 13'15"       |
| 5       | Jane Buckley     | Irlanda       | 13'22"       |
| 6       | Kira Weis        | Germania      | 13'32"       |
| 7       | Ayça Fidanoğlu   | Turchia       | 13'37"       |
| 8       | Edibe Yağiz      | Turchia       | 13'38"       |
| 9       | Iraia Mendia     | Spagna        | 13'38"       |
| 10      | Pelinsu Şahin    | Turchia       | 13'43"       |

### Squadre (donne under 20)
| Pos.    | Atleta                                                                                        | Punti |
| ------- | --------------------------------------------------------------------------------------------- | ----- |
| Oro     | Spagna Maria Forero, Iraia Mendia, Antía Castro, (María Viciosa, Marta Serrano, Ines Docampo) | 21    |
| Argento | Turchia Ayça Fidanoğlu, Edibe Yağiz, Pelinsu Şahin, (Sila Ata)                                | 25    |
| Bronzo  | Germania Kira Weis, Lisa Merkel, Sofia Benfares, (Carolina Schäfer, Johanna Pulte)            | 33    |

## Medagliere
Legenda
     Paese ospitante
| Posizione | Paese         | Oro | Argento | Bronzo | Totale |
| --------- | ------------- | --- | ------- | ------ | ------ |
| 1         | Gran Bretagna | 5   | 4       | 1      | 10     |
| 2         | Italia        | 2   | 2       | 0      | 4      |
| 3         | Spagna        | 2   | 1       | 2      | 5      |
| 4         | Norvegia      | 2   | 1       | 0      | 3      |
| 5         | Francia       | 1   | 1       | 3      | 5      |
| 6         | Germania      | 1   | 1       | 2      | 4      |
| 7         | Irlanda       | 0   | 2       | 3      | 5      |
| 8         | Turchia       | 0   | 1       | 0      | 1      |
| 9         | Belgio        | 0   | 0       | 1      | 1      |
| 9         | Finlandia     | 0   | 0       | 1      | 1      |
| Totale    | Totale        | 13  | 13      | 13     | 39     |